# Thaletec

Logo bis Mai 2011

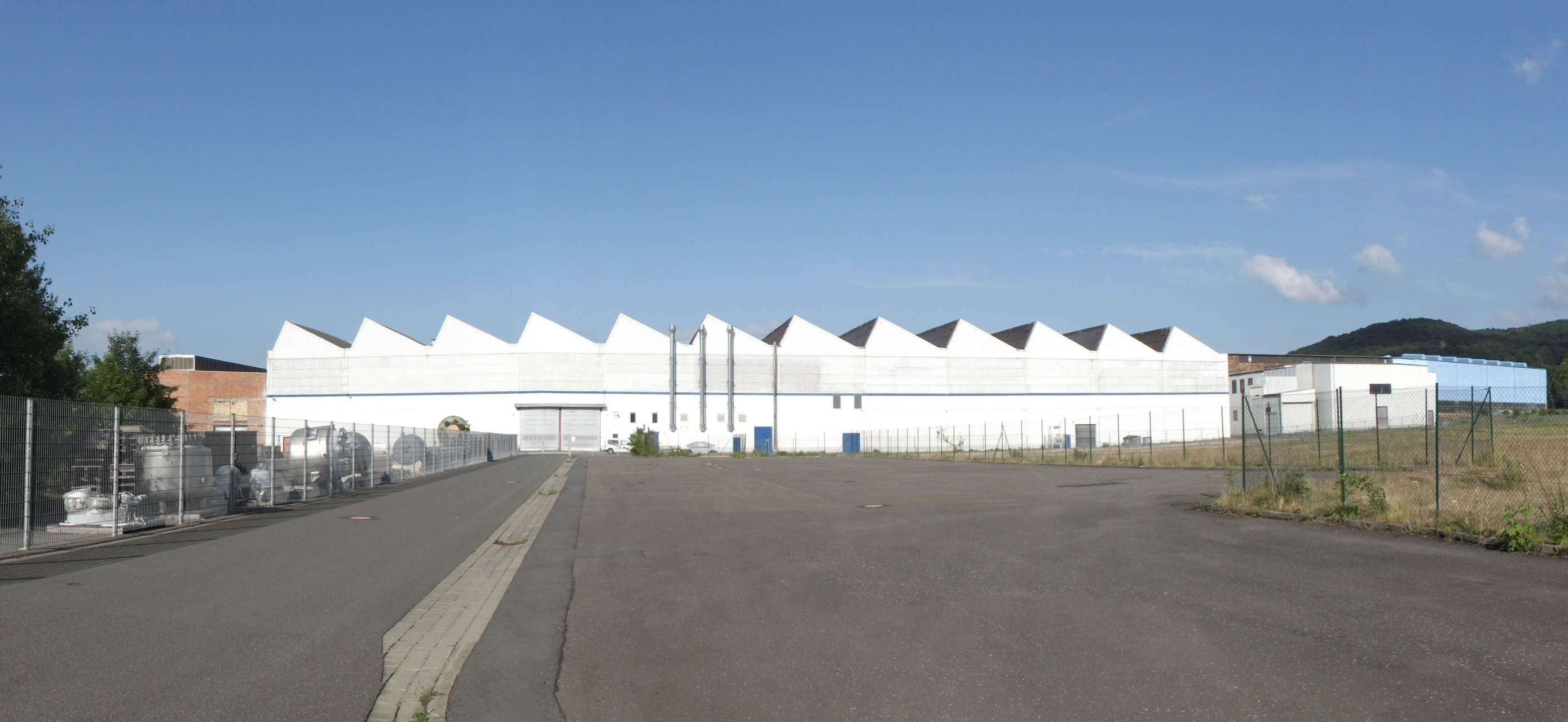
Werksansicht von Thaletec

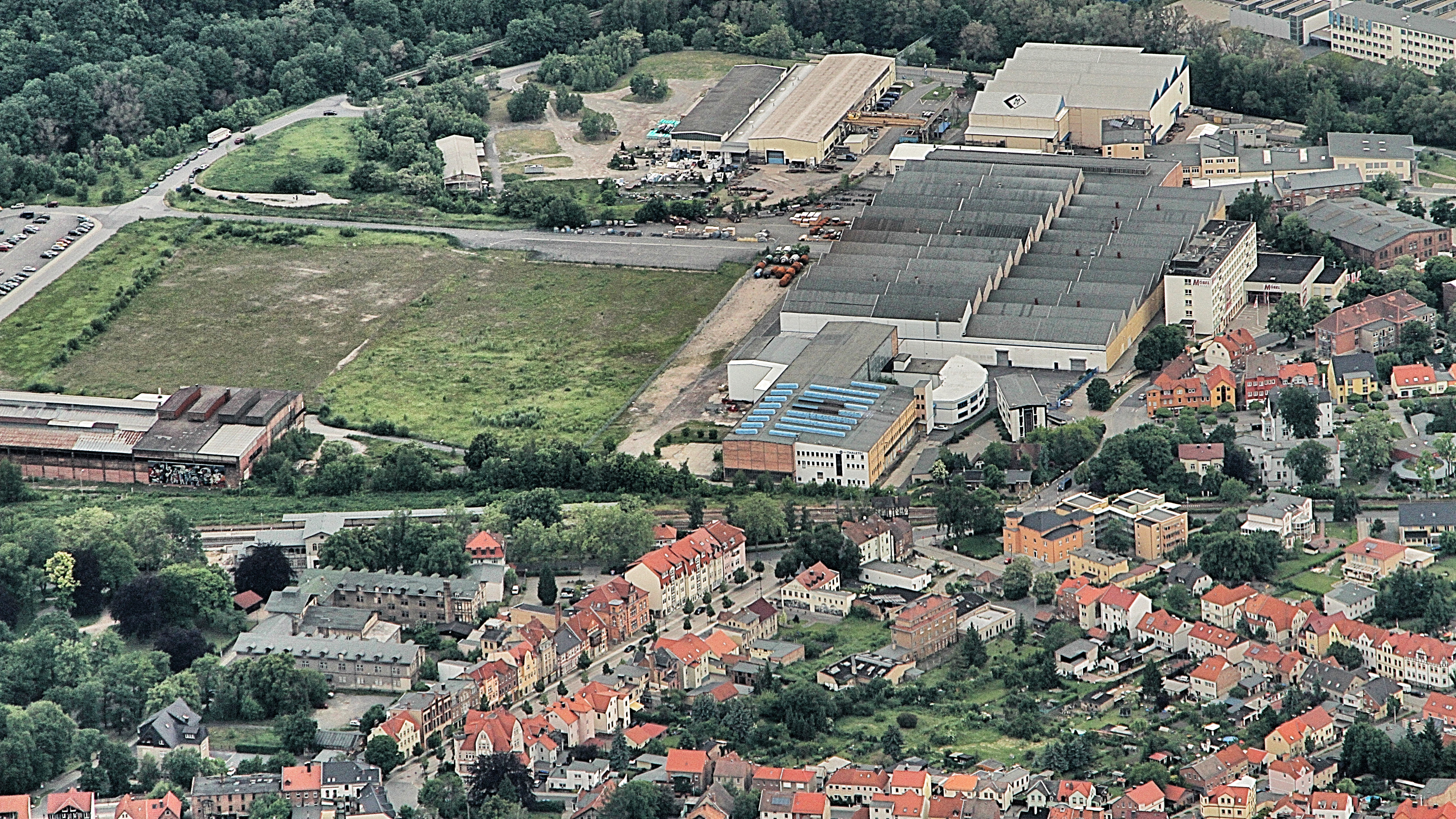
Luftbild von Thaletec

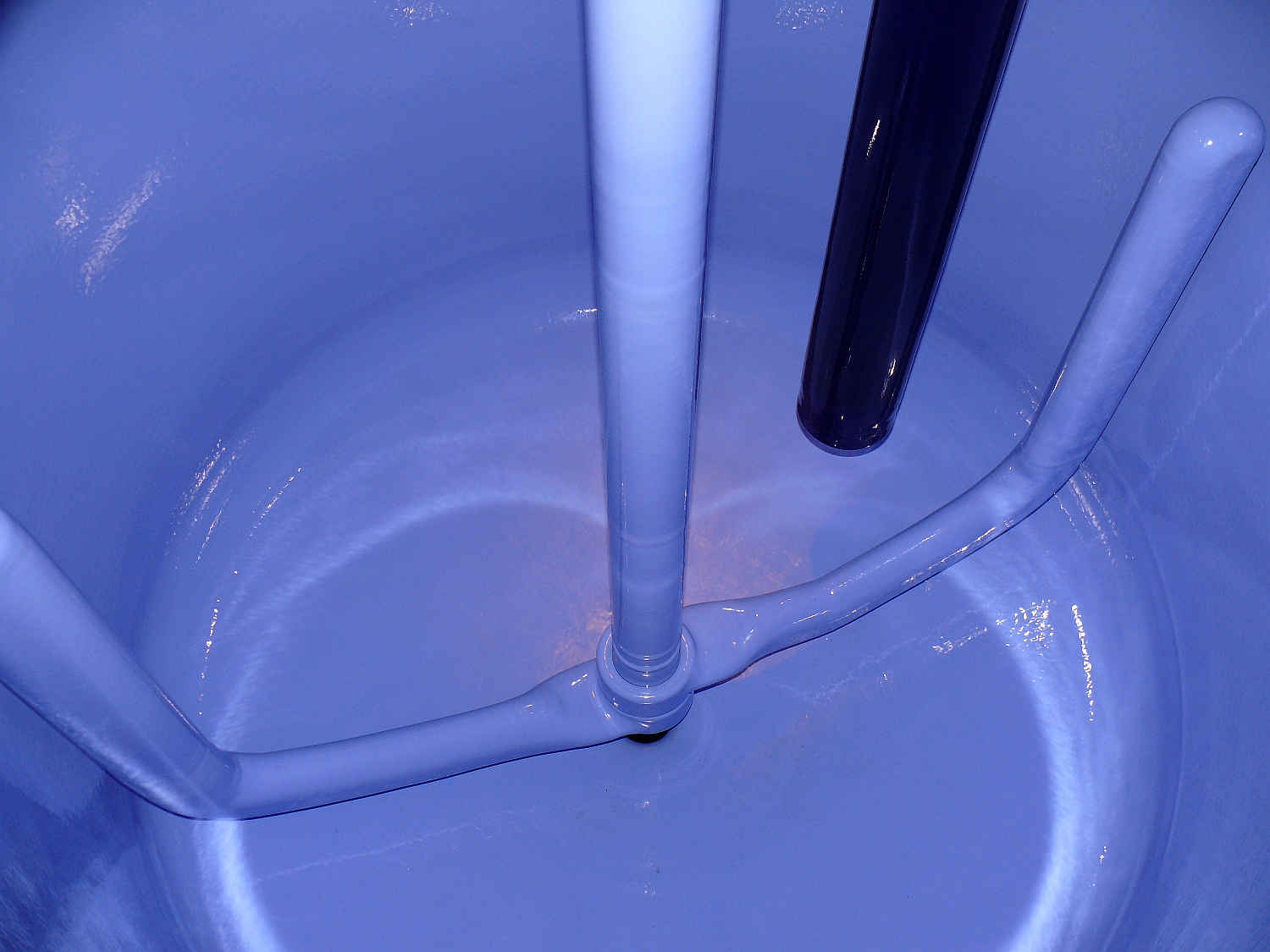
Blick in einen emaillierten Rührbehälter mit Ankerrührer

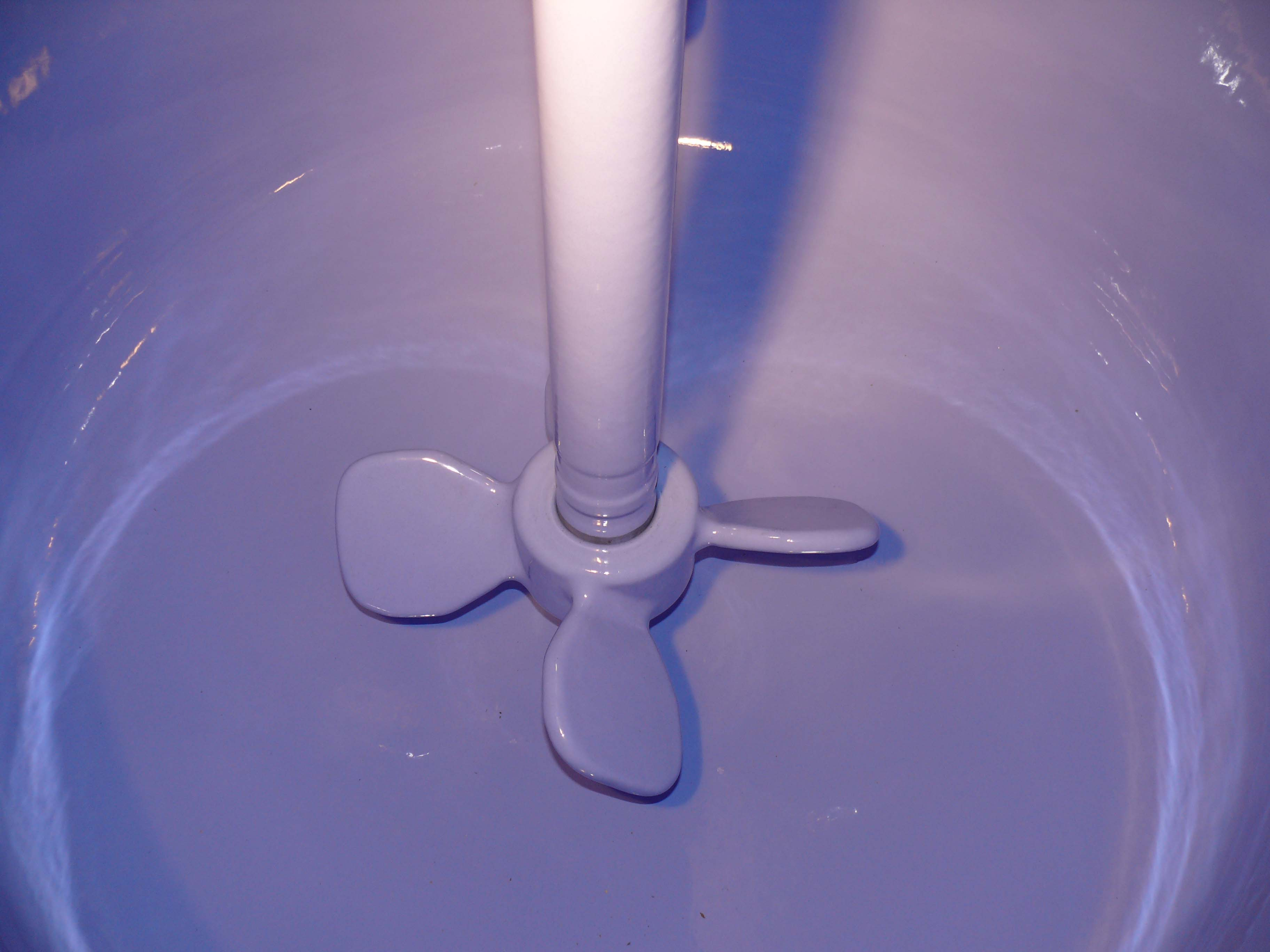
Blick in einen emaillierten Rührbehälter mit Turborührer

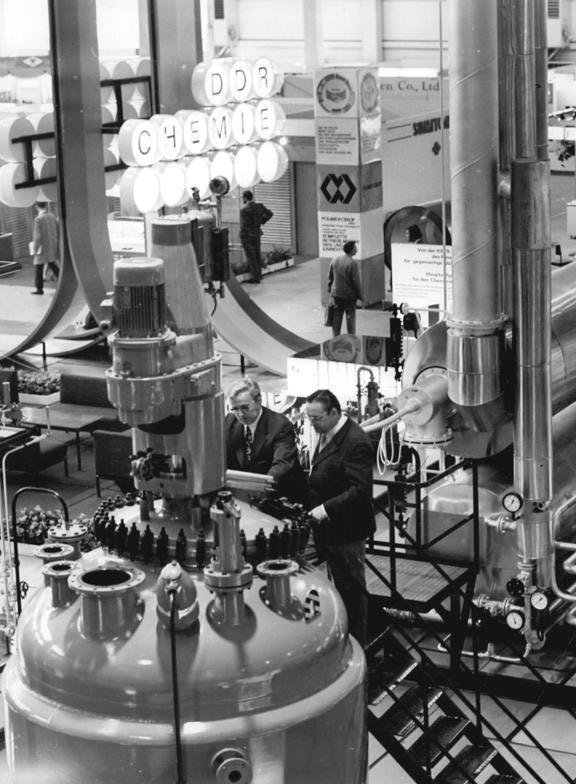
Emaillierter Apparat des ehemaligen Eisenhüttenwerks Thale, EHW Thale auf einer Messe in Leipzig, 1973

Die Thaletec GmbH (Eigenschreibweise: THALETEC GmbH) in Thale am Harz ist ein Nachfolgeunternehmen des ehemaligen VEB Eisenhüttenwerks Thale, in welchem bis zur Wende in der DDR mehr als 7500 Beschäftigte gearbeitet haben. Thaletec ist heute in Deutschland einer der beiden Hersteller von emaillierten verfahrenstechnischen Apparaten, die mit Technischem Email beschichtet werden.

## Historie
1835 wurde auf Initiative von J. C. W. Bennighaus in Thale ein Emaillierwerk gegründet. Es entstand ein Betriebsteil, dessen Erzeugnisse in der Zukunft den weltweit anerkannt guten Ruf der im Eisenhüttenwerk Thale hergestellten emaillierten Erzeugnisse unter dem Markennamen Löwen-Email begründen sollte und aus dem sich das älteste und größte Emaillierwerk Europas entwickelte. Aus geschmiedetem Blech wurde der Mantel des Topfes vorgefertigt und anschließend zur Topfzarge genietet. Die Beschläge, wie Henkel und Griffe, wurden ebenfalls an Topfzarge und Deckel genietet. Die Verbindung Zarge – Boden wurde gefalzt und der Topf nur innen emailliert. Außen erhielt der Topf einen schwarzen Schutzanstrich.
1900 entstand in der Eisenhüttenwerke Thale AG durch die frühzeitige Anwendung des autogenen Schweißens aus dem Fassbau ein Großschweißwerk, in dem überwiegend Bleche aus dem eigenen Walzwerk verarbeitet wurden. Zu diesem Zeitpunkt gehörten zur Eisenhüttenwerke Thale AG schon ein Siemens-Martin-Stahlwerk, mehrere Walzwerke, das Stanz- und Emaillierwerk und eine Gießerei.
1907 wurde dem Großschweißwerk ein Emaillierwerk angegliedert. Bis weit in die 1920er Jahre konzentrierte man sich auf die Produktion von emaillierten Großbehältern, vorwiegend für die Getränkeindustrie. Es wurden Ring- oder Schraubtanks, Gärbottiche, Flaschenabfüllanlagen und Lagertanks zum Einsatz in Brauereien gefertigt. Der Großbehälterbau des EHW Thale hatte sich mit seinen Erzeugnissen unter dem Warenzeichen Löwen-Email eine führende Position auf dem Weltmarkt erobert.
1932 entwickelte Otto Krüger in Thale das säurebeständige Email „Trisorit“ und führte es in die Produktion ein. Höhere Qualitätsansprüche erforderten eine Weiterentwicklung der Konstruktionsanlagen und eine Verbesserung der Schweißtechnik.
1940 begannen der Einsatz des Elektroschweißens und das Röntgen von Schweißnähten im Behälterbau. Während des Zweiten Weltkriegs dominierten Rüstungsaufträge. Große Teile des technischen Potentials wurden auf die Herstellung von Fliegertanks bis 50 m³, Torpedorohre, Seeminen und Bojen umgestellt.
Das Eisenhüttenwerk Thale und die Stadt Thale blieben im Zweiten Weltkrieg völlig unzerstört und hatten daher für den Wiederaufbau in der sowjetischen Besatzungszone eine große Bedeutung. Das Werk war von 1946 bis 1953 unter sowjetischer Verwaltung (SAG). 1946 wurden im Behälter- und Apparatebau Kübel, Fässer und die ersten emaillierten Polymerisationskessel (12 m³) hergestellt. Ab den 1950er Jahren war der Behälter- und Apparatebau mit seinen Erzeugnissen wieder auf Messen im In- und Ausland vertreten.
Von 1954 bis 1990 war das Eisenhüttenwerk Thale ein volkseigener Betrieb. Ab 1960 begann die Fertigung nach Typisierung und Standardisierung, Planung und Entwicklung einer Taktstraße nach modernsten wissenschaftlich-technischen Erkenntnissen, eines modernen Sandstrahlgebläses, neuer Spezialschneideautomaten und einer Universal-UP-Schweißanlage. Die neuen Technologien erbrachten ein umfangreiches Lieferprogramm mit Absatz im Inland, in die BRD, nach West- und Südeuropa und in den asiatischen Raum. Auf Leipziger Messen konnten das Gütezeichen Q und Messegold erreicht werden. 1968 wurde unter Leitung von Günter Kozlowski das blaue hochsäure- und laugenbeständige Chemiedeckemail ACIBAS entwickelt.
In den 1970er Jahren erfolgten der Hallenneubau der Kleinteilfertigung, die Inbetriebnahme elektrischer Kammer- und Schachtöfen, eine neue Fließstrecke der Zargenfertigung und die Inbetriebnahme der zentralen Bodenfertigung. 1971 wurde im alten Tankemaillierwerk die Produktion emaillierter gusseiserner Ausrüstungen für die chemische Industrie vom VEB Emailleguss Radebeul übernommen und bis 1990 fortgeführt. Emaillierung von Rührwerksapparaten bis 4 m³ im Heißpuderverfahren. Die Art der Emaillierung war im Deutschland der Nachkriegszeit einmalig. 1972 wurden neue Hallen für die Kleinteilfertigung fertiggestellt. In der neuen Halle des Tank-Emaillierwerkes gingen die elektrischen Kammer- und Schachtöfen in Betrieb. 1975 brachte eine neue Fließstrecke wesentliche Arbeitserleichterungen und Verbesserungen des Produktionsflusses in der Zargenfertigung.
Die zentrale Bodenfertigung wurde 1977 in Betrieb genommen. Die vorbereiteten Böden konnten auf Schweißmanipulatoren bearbeitet werden. Die 1980er Jahre waren geprägt vom Einsatz der Mikroelektronik, Robotertechnik, Forschung und Entwicklung effektiverer Rühr- und Abdichtsysteme an Rührmaschinen und Einführung von neuen Betriebsnormen.
Nach der Wende stand der VEB Eisen- und Hüttenwerke Thale vor dem Aus. Am 28. Mai 1990 wurde aus dem VEB Eisenhüttenwerke Thale die Eisenhüttenwerk Thale AG mit dem Unternehmensbereich Behälter-, Apparate- und Anlagenbau. Die Produktion ging stark zurück, weil die Mehrheit der Kunden aus dem RGW-Bereich nicht in freier Währung bezahlen konnte.
Der jahrzehntelange Investitionsstau und die zu niedrige Produktivität führten dazu, dass die Treuhandanstalt, unter dessen Verwaltung das EHW stand, keinen Investor für das Werk fand. Um das Unternehmen zu retten, kauften Ernst Albrecht, der damals Vorsitzender des Aufsichtsrates der EHW Thale AG war, und der Bremer Kaufmann Hans Henry Lamotte das Unternehmen. Für den symbolischen Kaufpreis von einer DM wurde das Unternehmen zum 1. Januar 1993 privatisiert. Beide Käufer verpflichteten sich, keine eigenen Erträge aus dem Unternehmen zu ziehen und auch von einem künftigen Verkaufspreis nicht zu profitieren.
Im Verlauf der 1990er Jahre vollzog sich ein starker Wandel im Behälter- und Apparatebau. Die Fertigung wurde auf DIN umgestellt. Im April 1997 verkaufte Ernst Albrecht die Aktien der verbliebenen Unternehmensbereiche der EHW Thale AG (EHW Thale Email GmbH und EHW Thale Sintermetall GmbH) an die Schunk Group (Schunk GmbH, Heuchelheim, und Schunk GmbH, Oberhausen). Diese erhöhte im Anschluss an den Erwerb das Grundkapital der EHW Thale AG von 2,5 auf 14,5 Millionen DM.
Nach dem Verkauf an die Schunk GmbH wurde eine 4-Strang Emaillieranlage zur Außenbeschichtung von Rohren für Wärmetauscher zum Einsatz in Kraftwerken und in der chemischen Industrie aufgebaut. Weitere Investitionen wie der Bau eines neuen Emaillabors konzentrierten sich auf Produkte für die Chemie und die Pharmazie. Von 2006 bis 2007 wurden die nicht mehr benötigten Gebäude des alten Stanz- und Emaillierwerkes, das alte Schalthaus und die Halle 7 abgerissen und diese Flächen abgegeben. Als der Unternehmensbereich 2007 keine roten Zahlen mehr verzeichnete, verkaufte die Schunk GmbH ihn an drei Privatinvestoren, die das Unternehmen THALETEC gründeten.
Eine umfangreiche Dokumentation der Historie des Eisenhüttenwerks Thale kann im Hüttenmuseum Thale besichtigt werden.

## Aktuelle Situation

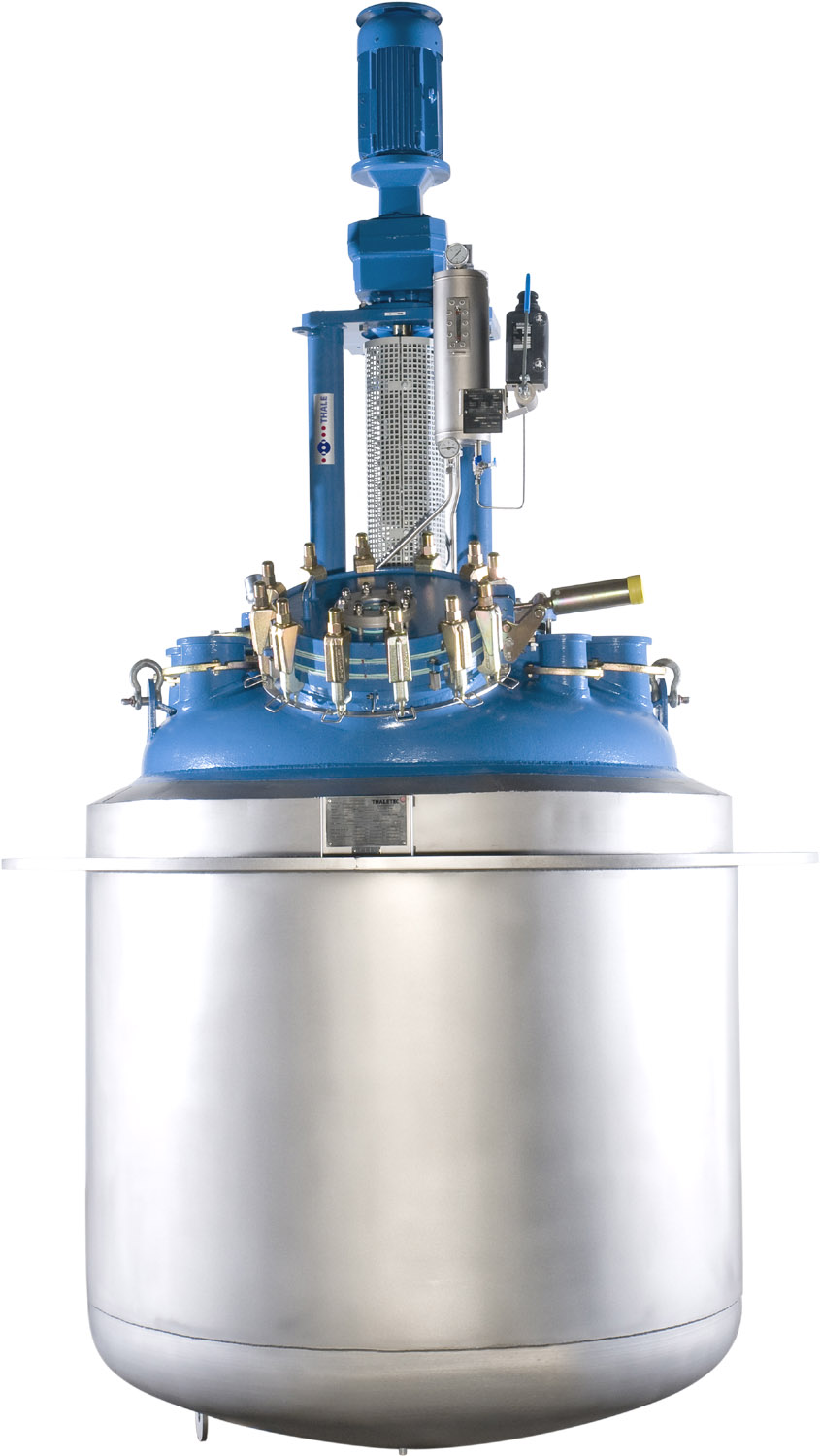
Ansicht eines emaillierten Rührbehälters der Bauform BE nach DIN 28136

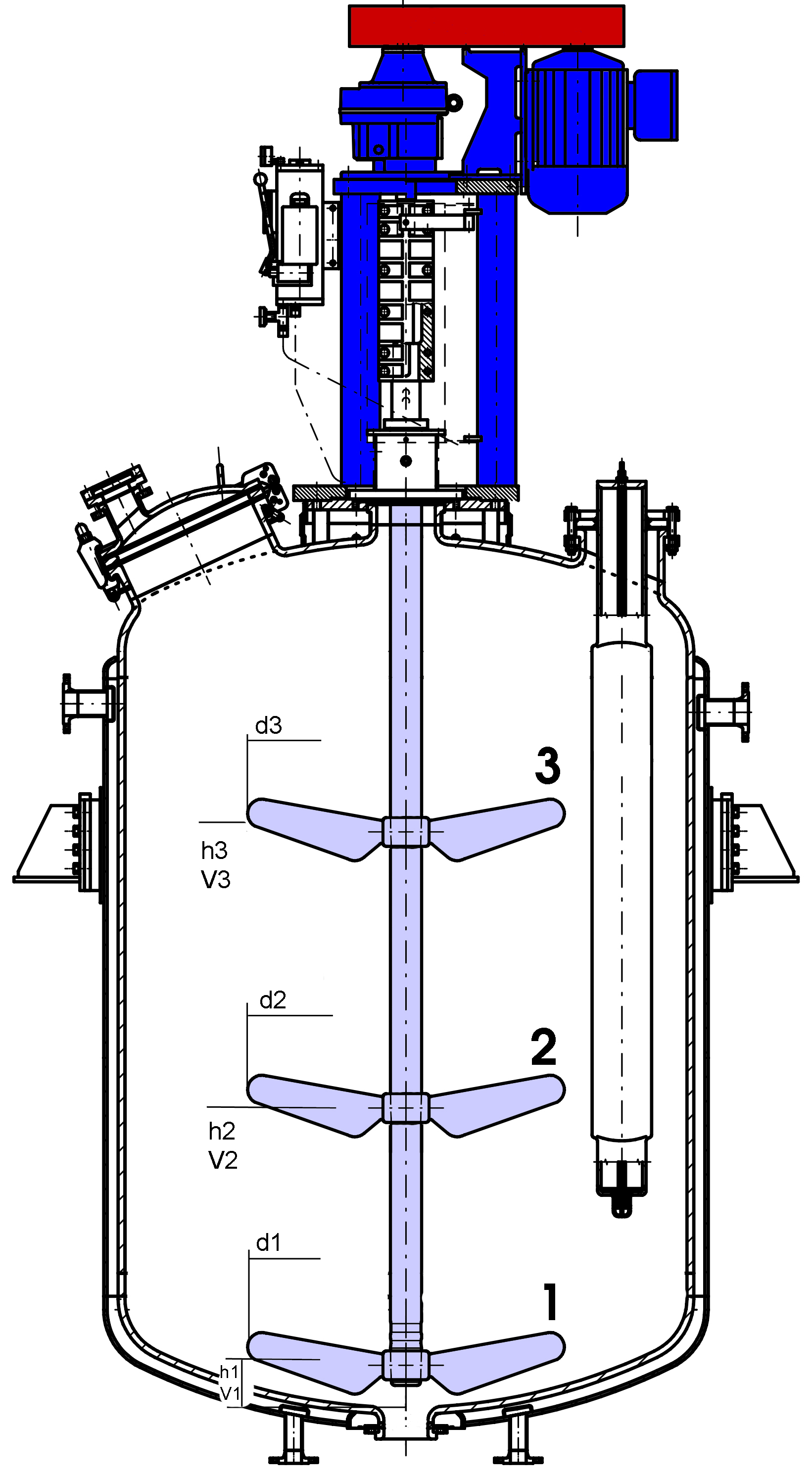
Schnitt durch einen emaillierten Rührwerksbehälter mit Doppelmantel, dreistufigem Rührwerk und Stromstörer

Die Thaletec GmbH führt seit Oktober 2007 die Tradition des Emaillierens von Apparaten und Komponenten für die chemische und pharmazeutische Industrie am Standort Thale fort. Hergestellt werden unter anderem emaillierte Rührwerksapparate und Lagerbehälter, Rührer und Rührsysteme, Kolonnen und Druckfilter sowie Wärmetauscher und Wärmetauscherrohre. Zwei große Low-Mass-Brennöfen ermöglichen das Emaillieren von Apparaten bis zu 110.000 l Volumen.
Heute ist die Thaletec ein rechtlich selbständiges Unternehmen, welches die Tradition des Emaillierens von Apparaten und Komponenten für die chemische und pharmazeutische Industrie am Standort in Thale fortführt. Die heute angewendeten Verfahren und Technologien beruhen im Wesentlichen auf einer (modernisierten) Weiterführung der in den 1970er bis 1990er Jahren entwickelten, eingeführten und seither erfolgreich angewandten Technologien zur Herstellung emaillierter Apparate.
Schwerpunkt des Unternehmens ist heute das Herstellen von Behältern und verfahrenstechnischen Apparaten speziell nach Kundenwunsch gemäß allen aktuell gültigen Normen und Richtlinien sowie ein umfangreiches Angebot an Dienstleistungen und Service rund um emaillierte Apparate. Das Unternehmen liefert seine Produkte heute weltweit an eine Vielzahl von Kunden aus der chemischen und pharmazeutischen Industrie. Seit Gründung der THALETEC GmbH wurden eine Reihe von Innovationen auf dem Markt eingeführt, so zum Beispiel das besonders verschleißfeste Email ABRISIST, eine besonders schnell ansprechende Temperaturmesssonde und spezielle Rührsysteme für hochkomplexe chemische Verfahren und Begasungsaufgaben. Darüber hinaus spielen additive Fertigungsverfahren (3D‑Druck) für emaillierte Bauteile eine zunehmende Rolle im Produktangebot der THALETEC GmbH.
Die Unternehmensphilosophie stellt klar das Schlagwort Made in Germany in den Vordergrund – der größte Teil der Wertschöpfung bei der Entwicklung und Herstellung emaillierter Apparate erfolgt am Standort des Unternehmens in Thale. Auch Zulieferungen kommen zum größten Teil aus Deutschland und zu einem geringeren Teil aus dem europäischen Ausland.
Umfangreiche Investitionsmaßnahmen in die Produktionstechnik sowie in Forschung und Entwicklung, auch in enger Zusammenarbeit mit Hochschulen (z. B. der Hochschule Anhalt), beispielsweise zum Thema Hydroabrasion und über die Optimierung von Stromstörern in emaillierten Rührbehältern, sollen die Wettbewerbsfähigkeit des Unternehmens sicherstellen.

### Änderung der Besitzverhältnisse
Am 17. Dezember 2021 wurde das Unternehmen von dem indischen börsennotierten Unternehmen HLE Glascoat übernommen.

## Messebeteiligungen
Die Leitmesse der Thaletec ist die im 3-Jahres-Abstand in Frankfurt am Main stattfindende Achema, auf der das Unternehmen bereits 2009 ausgestellt hat. Auch auf der Achema 2012, 2015 und 2018 war das Unternehmen mit einem Messestand vertreten.

## Produkte
Hauptprodukte des Unternehmens sind heute
- Emaillierte Rührbehälter ähnlich DIN 28136 mit Doppelmantel oder Halbrohrschlange.
- Emaillierte Spezialapparate für kundenspezifische Anwendungen
- Emaillierte Apparate für die Herstellung pharmazeutischer Wirkstoffe
- Emaillierte Lagertanks
- Kolonnen
- Wärmetauscher für den Einbau in Rührwerksbehältern, als Kopfkondensatoren in Kolonnen oder als Kondensatoren in Destillations-Systemen
- Kühlfallen zum Kondensieren von beladenen Gasströmen in chemischen Anlagen
- Komponenten für emaillierte Apparate, wie Rührer, Stromstörer, Ventile
- Emaillierte Rohre
- Rohre für die Energie- und Umwelttechnik, z. B. zum Bau von Economisern
- Messtechnische Komponenten zum Erfassen von Prozessparametern wie Temperatur und pH-Wert

Wesentliches Kennzeichen der Produkte ist, dass diese mit technischem Email emailliert sind.